# Schottenstift
Schottenstift (inaczej Klasztor Szkocki, niem. Benediktinerabtei unserer Lieben Frau zu den Schotten, pełna nazwa Klasztor Benedyktynów Najświętszej Marii Panny od Szkotów) – klasztor rzymskokatolicki założony w Wiedniu w roku 1155, kiedy to Henryk II sprowadził irlandzkich mnichów do Wiednia. Mnisi nie przybyli bezpośrednio z Irlandii, lecz z klasztoru św. Jakuba z Ratyzbony. Od roku 1625 klasztor przynależy do Kongregacji Austriackiej, w ramach Konfederacji Benedyktyńskiej.

## Lokalizacja
Klasztor znajduje się przy Freyung (Freyung 6, A-1010 Wien) w Wiedniu.

## Historia
W początkach średniowiecza, mnisi irlandzcy często podejmowali pracę misyjną. Irlandia w języku łacińskim była określana mianem „Scotia Major” stąd w Niemczech, mnichów irlandzkich nazywano „Schotten” (czli Szkotami) lub „Iroschotten”. Klasztory, które zakładali określano jako „Szottenkloster”, czyli klasztory szkockie. Henryk II zaznaczał, iż klasztor szkocki może być zamieszkany wyłącznie przez „Iroschotten” („Solos elegimus Scottos”).
Henryk II został wyniesiony z pozycji margrabiego (Markgraf) do pozycji księcia (niem. Herzog) w roku 1156. Przeniósł wtedy swą siedzibę z Klosterneuburg do Wiednia i tam potrzebował zakonu. W Średniowieczu zakony były nie tylko miejscem modlitwy, lecz przede wszystkim źródłem wiedzy. Zakon, który kształcił skrybów, architektów, uczonych, księży, a także miał szpital i bibliotekę, był wsparciem dla administracji władcy. „Schotten” byli również związani z założonym w 1365 roku Uniwersytetem Wiedeńskim.
Henryk nadał nowemu zakonowi wiele przywilejów. Budowę rozpoczęto w 1160 roku, a konsekracja nastąpiła w roku 1200. Zakon znajdował się wtedy poza murami miasta. Mnisi wybudowali również przytułek dla pielgrzymów i krzyżowców, którzy często zatrzymywali się w Wiedniu w drodze do Jeruzalem.
Henryka II pochowano w roku 1177 w pierwszym kościele przy zakonie.
W roku 1418, Książę Albert V w ramach Reformy Melkera przejął zakon i przekazał benedyktynom. Jednakże nowych rezydentów nadal określano mianem „Schotten”.
W roku 1807 nakazem dekretu cesarskiego otwarto w budynku zakonu szkołę średnią Schottengymnasium.
25 września 2022 na wieży klasztoru zawieszono 5 nowych dzwonów.

## Muzeum
W muzeum na uwagę zasługuje ołtarz Schottenmeisteraltar z ok. 1470 roku, który jest wybitnym dziełem sztuki późnego gotyku, a także ważnym źródłem historycznym przedstawiającym widoki ówczesnego miasta.
Muzeum otwarte jest w czwartki, piątki i soboty w godz. 11:00 do 17:00.

## Literatura
- Heinrich Ferenczy (Text), Christoph Merth (Fotos): Das Schottenstift und seine Kunstwerke. Orac, Vienna 1980, ISBN 3-85368-859-4.
- Franz Goldhann (Hrsg.): Gülten-Buch des Schottenklosters in Wien v. J. 1314–1327. In: Quellen und Forschungen zur vaterländischen Geschichte, Literatur und Kunst. Braumüller, Vienna 1849, S. 163–208 (Digitalisat als PDF).
- Cölestin Roman Rapf: Das Schottenstift. (= Wiener Geschichtsbücher; Bd. 13). Zsolnay, Vienna and Hamburg 1974, ISBN 3-552-02607-X.